# Mammillaria supertexta
Mammillaria supertexta es una especie perteneciente a la familia Cactaceae. Es endémico de Oaxaca en México. Su hábitat natural son los áridos desiertos.  Se ha extendido por el mundo como planta ornamental.

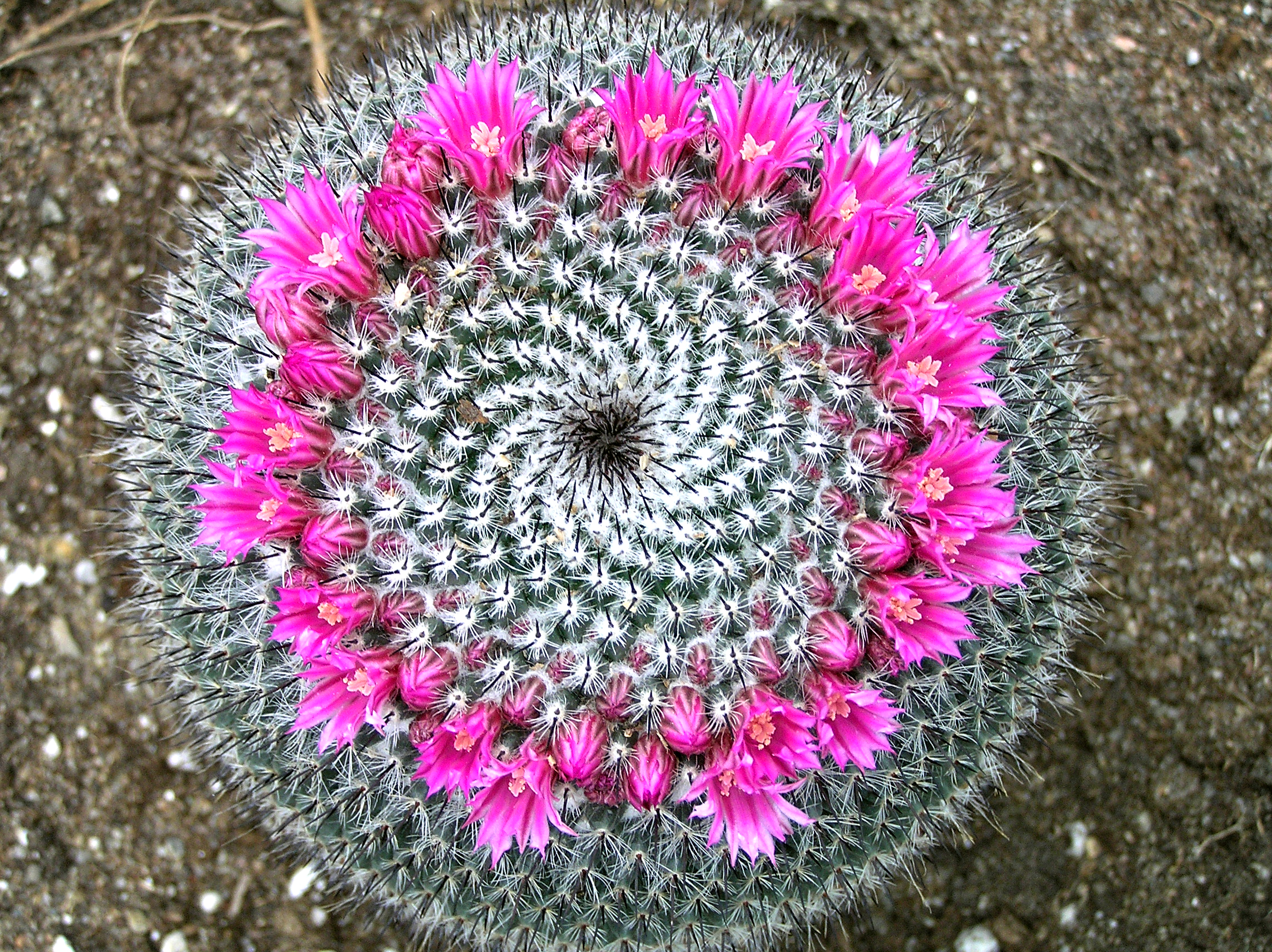
Vista desde arriba

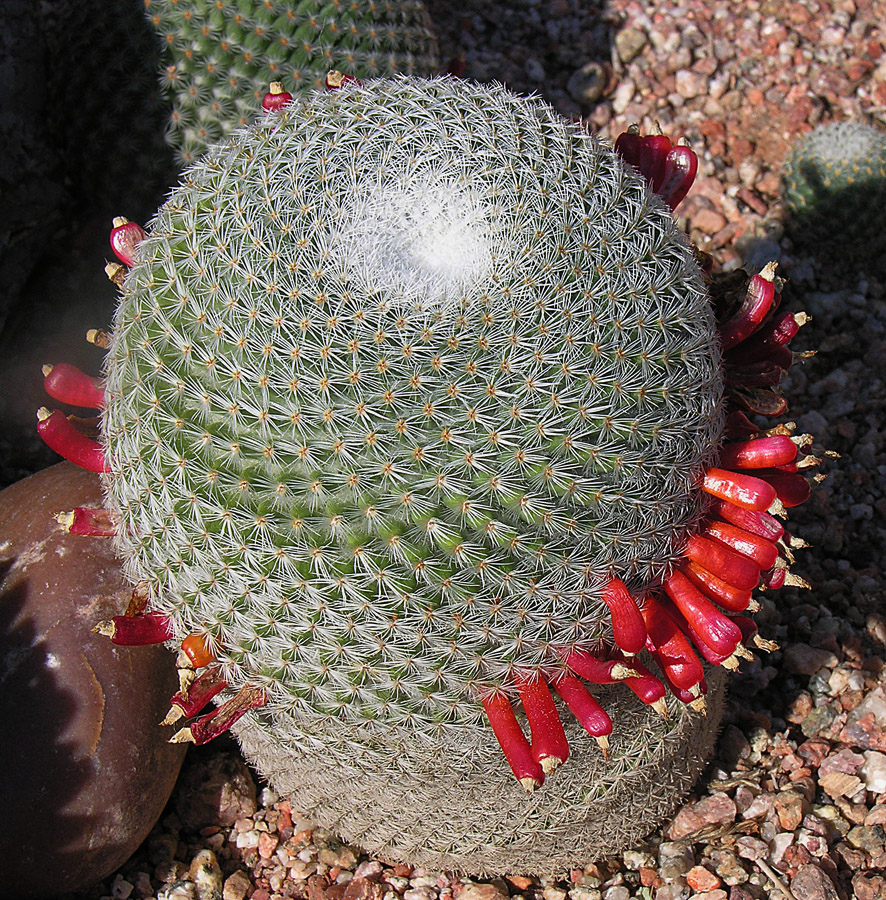
Vista de la planta

## Descripción
Mammillaria supertexta crece primero individualmente, después brota de un lado y forma pequeños grupos. Los tallos verdes se forman casi esféricos a oblongos. Tiene de 10 a 13 centímetros de alto y 8 a 10 centímetros de diámetro. Las costillas son pequeñas, ligeramente cónicaa en la forma y sin látex. Las axilas están fuertemente ocupados con lana, de modo que las costillas están casi completamente oscurecidas. Los dos espinas centrales son blancas con punta marrón y hasta 3 milímetros de largo. Las 16 a 18 espinas radiales son delgadas, de color blanco tiza y hasta de 5 milímetros de largo. La más bajas son a menudo las más largas.
Las pequeñas flores son más o menos de color púrpura. Los frutos son de color rojo brillante de color carmesí de 0,8 a 1,6 cm de largo y de 3 a 5 milímetros de espesor. Contienen semillas de color marrón.

## Taxonomía
Mammillaria supertexta fue descrita por Mart. ex Pfeiff. y publicado en Enumeratio Diagnostica Cactearum 25. 1837.
Etimología
Mammillaria: nombre genérico que fue descrita por vez primera por Carolus Linnaeus como Cactus mammillaris en 1753, nombre derivado del latín mammilla = tubérculo, en alusión a los tubérculos que son una de las características del género.
supertexta: epíteto latíno que significa "sobre cubierta".
Sinonimia
- Mammillaria lanata
- Neomammillaria lanata
- Mammilllaria martinezii